# 黄昆
黄昆（1919年9月2日—2005年7月6日），男，浙江嘉兴人，中国物理学家，中国固体物理学和半导体物理学的奠基人之一，中国科学院院士、世界科学院院士，北京大学教授。2001年度中華人民共和國國家最高科學技術獎获得者。

## 生平

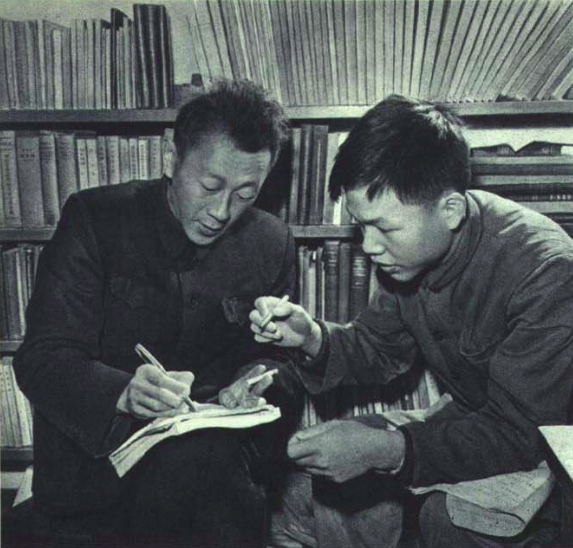
黄昆与学生甘子钊

黄昆出生于北京，祖籍为浙江嘉兴。1941年毕业于燕京大学物理系，获理学学士学位。1944年，获西南联合大学理学硕士学位。1945年赴英国学习。1947年，获布里斯托尔大学博士学位。此后至1951年，先后在爱丁堡大学和利物浦大学进行访问学者与博士后研究。1954年，黄昆在爱丁堡与诺贝尔物理学奖获得者马克斯·玻恩合著的《晶格动力学》出版。
1951年，黄昆回到北京，任北京大学物理系教授，文革浪潮期間被貼上黑幫的標籤，北大校長周培源替他說話，明确提到了“段学复、黄昆、麻子英、刘雯等人，只是说了一些错话，犯了一些错误”，就低調過活直至1977年。之后任中国科学院半导体研究所所长至1983年。

## 科学成就
- 1947年提出固体中杂质缺陷导致X射线漫散射的理论，被称为“黄散射”；
- 1950年与里斯共同提出了多声子的辐射和无辐射跃迁的量子理论；同期佩卡尔发表了相平行的理论，被国际上称为“黄-佩卡尔理论”或“黄-里斯理论”；
- 1951年提出了晶体中声子与电磁波的耦合振荡模式，当时提出的方程，被称为“黄方程”。

## 主要著作
- 《晶格动力学理论》玻恩,黄昆著  葛惟锟,贾惟义译 北京大学出版社 1989 ISBN 7-301-00836-8
- 《半导体物理进展与教学》黄昆著
- 《半导体物理学》黄昆，谢希德著 科学出版社 1958
- 《固体物理学》黄昆著，韩汝琦改编 高等教育出版社 1988 ISBN 7-04-001025-9
- 《半导体和它的应用》 黄昆著 北京科学普及出版社 1956